# قائمة تشريعات الصحة (مصر)
قوانين وقرارات الصحة في مصر

## المنشآت الطبية والصحية
| م | التشريع المنظم                                                                                    | تشريعات التعديلات                       | قرارات اللائحة التنفيذية للتشريع المنظم | الحالة | ملاحظات                                                                                               |
| - | ------------------------------------------------------------------------------------------------- | --------------------------------------- | --------------------------------------- | ------ | --- |
|   | تنظيم المسئولية الطبية وسلامة المريض قانون رقم 13 لسنة 2025                                       |                                         |                                         |        | أنشئ بموجبه: - اللجنة العليا للمسئولية الطبية وسلامة المريض - صندوق التأمين الحكومي عن الأخطاء الطبية |
|   | تنظيم منح التزام المرافق العامة لإنشاء وإدارة وتشغيل وتطوير المنشآت الصحية قانون رقم 87 لسنة 2024 |                                         |                                         |        | |
|   | رعاية المريض النفسي قانون رقم 71 لسنة 2009                                                        |                                         |                                         |        | |
|   | تنظيم المنشآت الطبية قانون رقم 51 لسنة 1981                                                       | - رقم 153 لسنة 2004 - رقم 141 لسنة 2006 |                                         |        | |

## جمع وتخزين وتوزيع الدم
| م | التشريع المنظم                                                                   | تشريعات التعديلات | قرارات اللائحة التنفيذية للتشريع المنظم                                              | الحالة | ملاحظات |
| - | -------------------------------------------------------------------------------- | ----------------- | ------------------------------------------------------------------------------------ | ------ | ------- |
|   | تنظيم عمليات الدم وتجميع البلازما لتصنيع مشتقاتها وتصديرها قانون رقم 8 لسنة 2021 |                   | - قرار رئيس مجلس الوزراء رقم 9 لسنة 2023 - قرار رئيس مجلس الوزراء رقم 2603 لسنة 2021 | ساري   |         |
|   | تنظيم عمليات جمع وتخزين وتوزيع الدم ومركباته قانون رقم 178 لسنة 1960             |                   |                                                                                      | ملغي   |         |

## الغذاء
| م | التشريع المنظم                                       | تشريعات التعديلات                      | قرارات اللائحة التنفيذية للتشريع المنظم  | الحالة | ملاحظات |
| - | ---------------------------------------------------- | -------------------------------------- | ---------------------------------------- | ------ | ------- |
|   | الهيئة القومية لسلامة الغذاء قانون رقم 1 لسنة 2017   |                                        | قرار رئيس مجلس الوزراء رقم 412 لسنة 2019 |        |         |
|   | مراقبة الأغذية وتنظيم تداولها قانون رقم 10 لسنة 1966 | - رقم 106 لسنة 1980 - رقم 30 لسنة 1976 |                                          |        |         |

## الصيدلة والدواء
| م | التشريع المنظم | تشريعات التعديلات | قرارات اللائحة التنفيذية للتشريع المنظم  | الحالة | ملاحظات |
| - | --- | --- | ---------------------------------------- | ------ | --- |
|   | إنشاء الهيئة المصرية للشراء الموحد والإمداد والتموين الطبي وإدارة التكنولوجيا الطبية وهيئة الدواء المصرية قانون رقم 151 لسنة 2019 | | قرار رئيس مجلس الوزراء رقم 777 لسنة 2020 |        | حلت هيئة الدواء المصرية محل كلا من: - الهيئة القومية للرقابة والبحوث الدوائية - الهيئة القومية للبحوث والرقابة على المستحضرات الحيوية واللقاحات - الإدارة المركزية لشئون الصيادلة - غيرها من الجهات ذات الاختصاص بمجال الرقابة على المستحضرات والمستلزمات الطبية |
|   | إنشاء الهيئة القومية للبحوث والرقابة على المستحضرات الحيوية قرار رئيس الجمهورية رقم 398 لسنة 1995                                 | |                                          |        | |
|   | إنشاء هيئة القطاع العام للأدوية والكيماويات والمستلزمات الطبية قرار رئيس الجمهورية رقم 528 لسنة 1983                              | |                                          |        | |
|   | إنشاء الهيئة القومية للرقابة والبحوث الدوائية قرار رئيس الجمهورية رقم 382 لسنة 1976                                               | |                                          |        | |
|   | تحضير الأدوية و المستحضرات بالصيدليات تحت أسماء تجارية أو بقصد الاتجار فيها قانون رقم 13 لسنة 1964                                | |                                          |        | |
|   | إعادة تنظيم إستيراد وتصنيع وتجارة الأدوية والمستلزمات والكيماويات الطبية قانون رقم 113 لسنة 1962                                  | |                                          |        | |
|   | تنظيم تجارة الأدوية والكيماويات والمستلزمات الطبية قانون رقم 212 لسنة 1960                                                        | رقم 273 لسنة 1960 |                                          |        | |
|   | مزاولة مهنة الصيادلة قانون رقم 127 لسنة 1955                                                                                      | - رقم 90 لسنة 2025 - رقم 167 لسنة 1998 - رقم 81 لسنة 1997 - رقم 14 لسنة 1984 - رقم 44 لسنة 1982 - رقم 61 لسنة 1959 - رقم 360 لسنة 1956 - رقم 7 لسنة 1956 - رقم 253 لسنة 1955 |                                          | ساري   | |
|   | مزاولة مهنة الصيدلة والاتجار في المواد السامة قانون رقم 5 لسنة 1941                                                               | رقم 91 لسنة 1950 |                                          |        | |
|   | مزاولة مهنة الصيدلة والاتجار في الجواهر السامة قانون رقم 14 لسنة 1929                                                             | رقم 82 لسنة 1933 |                                          |        | |
|   | استخدام مساعدي الصيادلة في أعمال الصيدليات قانون رقم 20 لسنة 1911                                                                 | رقم 15 لسنة 1918 |                                          |        | |
|   | تعاطي صناعة الصيدلية قانون رقم 24 لسنة 1904                                                                                       | |                                          |        | |

## البحوث الطبية
| م | التشريع المنظم                                          | تشريعات التعديلات | قرارات اللائحة التنفيذية للتشريع المنظم | الحالة | ملاحظات |
| - | ------------------------------------------------------- | ----------------- | --------------------------------------- | ------ | ------- |
|   | تنظيم البحوث الطبية الإكلينيكية قانون رقم 214 لسنة 2020 |                   |                                         |        |         |

## اعتماد الأطباء
| م | التشريع المنظم                                                                         | تشريعات التعديلات | قرارات اللائحة التنفيذية للتشريع المنظم | الحالة | ملاحظات                                                                                               |
| - | -------------------------------------------------------------------------------------- | ----------------- | --------------------------------------- | ------ | --- |
|   | إنشاء وتنظيم المجلس الصحي المصري قانون رقم 12 لسنة 2022                                |                   |                                         |        | حل المجلس الصحي المصري محل: - اللجنة العليا للتخصصات الطبية - الهيئة المصرية للتدريب الإلزامي للأطباء |
|   | إنشاء الهيئة المصرية للتدريب الإلزامي للأطباء قرار رئيس مجلس الوزراء رقم 210 لسنة 2016 |                   |                                         | ملغي   | |
|   | قرار رئيس مجلس الوزراء رقم 3 لسنة 1998                                                 |                   |                                         | ملغي   | |

## التأمين الصحي
| م | التشريع المنظم                                  | تشريعات التعديلات | قرارات اللائحة التنفيذية للتشريع المنظم | الحالة | ملاحظات |
| - | ----------------------------------------------- | ----------------- | --- | ------ | --- |
|   | نظام التأمين الصحي الشامل قانون رقم 2 لسنة 2018 |                   | اللائحة التنفيذية: - قرار رئيس مجلس الوزراء رقم 909 لسنة 2018 نقل الأصول: - قرار رئيس مجلس الوزراء رقم 2418 لسنة 2019 - قرار رئيس مجلس الوزراء رقم 2419 لسنة 2019 - قرار رئيس مجلس الوزراء رقم 2118 لسنة 2021 - قرار رئيس مجلس الوزراء رقم 546 لسنة 2022 - قرار رئيس مجلس الوزراء رقم 1434 لسنة 2022 - قرار رئيس مجلس الوزراء رقم 4236 لسنة 2022 |        | أنشئ بموجبه ثلاث هيئات لتطبيق منظومة التأمين الصحي الشامل: - الهيئة العامة للتأمين الصحي الشامل - الهيئة العامة للرعاية الصحية - الهيئة العامة للاعتماد والرقابة الصحية |

## الرسوم الصحية ورسوم الحجر الصحي
| م | التشريع المنظم                                                       | تشريعات التعديلات                                                                              | قرارات اللائحة التنفيذية للتشريع المنظم | الحالة | ملاحظات                                  |
| - | -------------------------------------------------------------------- | ---------------------------------------------------------------------------------------------- | --------------------------------------- | ------ | ---------------------------------------- |
|   | الرسوم الصحية ورسوم الحجر الصحي قانون رقم 45 لسنة 1955               | - رقم 2 لسنة 2004 - رقم 25 لسنة 1983 - رقم 23 لسنة 1964 - رقم 59 لسنة 1961 - رقم 103 لسنة 1957 |                                         |        | ألغي بموجبه: - القانون رقم 76 لسنة 1943  |
|   | اجراءات الحجر الصحي قانون رقم 44 لسنة 1955                           | - رقم 9 لسنة 2004 - رقم 130 لسنة 1963                                                          |                                         |        | ألغي بموجبه: - القانون رقم 123 لسنة 1939 |
|   | الرسوم الصحية ورسوم الحجر الصحي قانون رقم 76 لسنة 1943               | رقم 310 لسنة 1953                                                                              |                                         |        | ألغي بموجبه: - القانون رقم 112 لسنة 1939 |
|   | اللوائح الصحية التى تطبقها مصلحة الحجر الصحي قانون رقم 123 لسنة 1939 |                                                                                                |                                         |        |                                          |
|   | الرسوم الصحية ورسوم الحجر الصحي قانون رقم 112 لسنة 1939              |                                                                                                |                                         |        |                                          |

## أنظر أيضاً
- قائمة تشريعات الاستثمار والمناطق الحرة (مصر)
- قائمة تشريعات المناطق الاقتصادية (مصر)
- قائمة تشريعات التعاقدات والمناقصات والمزايدات (مصر)
- قائمة تشريعات الطاقة والثروة المعدنية (مصر)
- قائمة تشريعات السياحة (مصر)
- قائمة تشريعات الصناعة (مصر)
- قائمة تشريعات الزراعة (مصر)
- قائمة تشريعات النقل (مصر)
- قائمة تشريعات التعمير (مصر)
- قائمة تشريعات الرياضة (مصر)
- قائمة تشريعات التنمية (مصر)
- قائمة تشريعات التجارة والشركات (مصر)
- قائمة تشريعات المواصفات والقياس (مصر)
- قائمة تشريعات الاستيراد والتصدير (مصر)
- قائمة تشريعات الإتفاقيات الدولية (مصر)
- قائمة تشريعات الرقابة والحماية والتحكيم (مصر)
- قائمة تشريعات الأسواق والأدوات المالية غير المصرفية (مصر)
- قائمة تشريعات المصارف والنقد (مصر)
- قائمة تشريعات الضرائب والجمارك والرسوم (مصر)
- قائمة تشريعات العمل (مصر)